# Wilfried Korfmacher
Wilfried Korfmacher (* 1957 in Düsseldorf) ist ein deutscher Designer, Diplom-Psychologe und Hochschullehrer.

## Leben
Wilfried Korfmacher ging in Düsseldorf zur Schule und machte danach eine Lehre als Großhandelskaufmann. Anschließend studierte er Psychologie an der Heinrich-Heine-Universität Düsseldorf und Kommunikationsdesign an der Fachhochschule Düsseldorf (heute Hochschule Düsseldorf). Neben seiner Tätigkeit für große Werbeagenturen blieb er danach auch Lehrbeauftragter an der Fachhochschule Düsseldorf und wird 1997 dort Professor im Studiengang Kommunikationsdesign. Verheiratet war Korfmacher mit der Diplom-Psychologin Maria Mancino (1953–2022), welche er zu seiner Studienzeit kennengelernt hatte, und mit ihr die Agentur „Zeichenverkehr“ gründete.
2012 gestaltete er die Briefmarke anlässlich des hundertjährigen Bestehens der Deutschen Nationalbibliothek und 2020 die Sondermarke anlässlich des 50. Jahrestages von Willy Brandts Kniefall von Warschau.
Auch das von der Deutschen Post AG mit dem Erstausgabetag 1. März 2023 herausgegebene Sonderpostwertzeichen im Nennwert von 160 Eurocent anlässlich des 150. Geburtstags von Max Reger wurde von ihm entworfen.